# Ermita de Santa Lucía de Ayora
La Ermita de Santa Lucía se encuentra el en municipio de Ayora, Comunidad Valenciana, fuera del casco urbano. Se trata de una ermita catalogada como Bien de Relevancia Local, con código: 46.19.044-010, según consta en la Dirección General de Patrimonio Artístico de la Generalidad Valenciana.
Esta ermita –según don Eufrosino Martínez Azorín, cronista de Ayora– está situada en el barrio de la Solana, que es el más grande de la población, en el mismo sitio que ocupó la antigua mezquita.
La calle en la que se alza era conocida antiguamente como la calle del Horno de la Morería y hoy día lleva el mismo nombre que la ermita, la cual se edificó en el año 1607. En 1898 se derribó la ermita y es construida de nuevo por don Rafael Perades Gumiel, encargando la dirección de obra al maestro albañil García Barberán. Su terminación data del 12 de marzo de 1900.

## Descripción
Edificio de portada adintelada sobre la cual hay una hornacina ciega que contiene la imagen de la santa. Está rematada la fachada por la espadaña de tres arcos con campana en uno de ellos.
Ermita de estilo neoclásico con nave rectangular y piso dispuesto romboidalmente. En las paredes, entre pilastras, hay seis altares laterales, dedicados a: San Antonio, San Pascual Bailón, La Inmaculada, San Juan Niño, La Virgen del Carmen y San Roque.
El altar mayor cuenta con un retablo pintado por Don Casimiro Escribá, en cuyo centro se encuentra la imagen de Santa Lucía.